# Ammonema
Ammonema es un género de foraminífero bentónico de estatus incierto, aunque considerado perteneciente a la familia Spirillinidae, del suborden Spirillinina y del orden Robertinida. Su especie tipo es Serpula filum. Su rango cronoestratigráfico abarca el Holoceno.

## Clasificación
Ammonema incluye a las siguientes especies:
- Ammonema filum
- Ammonema protea